# Nelson Riddle
Nelson Riddle (Oradell, 1º giugno 1921 – Los Angeles, 6 ottobre 1985) è stato un arrangiatore, direttore d'orchestra e compositore statunitense.
È stato uno dei più grandi e originali arrangiatori e compositori swing, pop e jazz tra gli anni cinquanta e gli anni ottanta.

## Biografia
Nelson Riddle cominciò sin da giovane a suonare il trombone in varie orchestre, concludendo la sua carriera di strumentista nella formazione di Tommy Dorsey tra il 1943 e il 1945.
Riddle non fu mai un trombonista di particolari doti: si rivelò invece molto versato nell'arrangiamento e nella composizione. Prese perciò lezioni di orchestrazione e composizione da Bill Finegan, già arrangiatore di Glenn Miller, e dal compositore italiano Mario Castelnuovo-Tedesco che, fuggito dall'Italia nel 1938 a causa delle leggi razziali, si era trasferito a Los Angeles con la famiglia.
All'inizio degli anni cinquanta cominciò a scrivere per diverse orchestre. Furono gli arrangiamenti di Mona Lisa e Too Young per Nat King Cole che gli procurarono la notorietà: inizialmente scritti per Les Baxter, che non sapendo arrangiare era solito servirsi di arrangiatori-fantasma (ghostwriters), di fronte all'enorme successo che avevano riscosso spinsero Riddle a presentarsi all'esecutivo della Capitol Records, che lo assunse immediatamente e lo assegnò ai suoi artisti maggiori.
Del suo lavoro alla Capitol Records si ricordano soprattutto gli arrangiamenti per gli album di Nat King Cole, Frank Sinatra (la loro collaborazione è leggendaria e produsse alcuni degli album migliori di The Voice), Peggy Lee, Dean Martin, Judy Garland, Dinah Shore, ma lavorò anche per Ella Fitzgerald (per la quale collaborò al memorabile e ricchissimo "Gershwin's songbook"), Rosemary Clooney, Johnny Matis, Antônio Carlos Jobim, Shirley Bassey, Kiri Te Kanawa, Linda Ronstadt.
Nelson Riddle fu, soprattutto, un grande maestro dell'arrangiamento vocale: sapeva come valorizzare la voce di un cantante tramite l'orchestrazione giusta attraverso cui farlo cantare. In questo fu anche un innovatore nel suo campo, ricorrendo a sistemi di accompagnamento politonale, a un uso massiccio delle contromelodie, a un suono originale che identificavano ora l'uno, ora l'altro cantante e che spesso si sono legati indissolubilmente a canzoni, come è accaduto per I've Got You Under My Skin di Cole Porter per Frank Sinatra.
La scrittura di Riddle, come quella di pochi altri arrangiatori, è immediatamente riconoscibile. È il cosiddetto "Riddle Sound", che sul lato strumentale è basato sull'uso del flauto della tromba con sordina (harmon-muted trumpet, solitamente suonata per Riddle dal musicista Harry "Sweets" Edison), del clarinetto basso, del trombone basso (nella sua orchestra si servì del trombonista George Roberts), unito a una scrittura finissima e molto evoluta per gli archi e per i legni (ispirata a quella di Debussy e, soprattutto, di Ravel, il suo musicista preferito) che spesso utilizzava come "sustained string", ricorrendo al termine che usava Tommy Dorsey per definire gli archi che suonano note lunghe di supporto armonico, lasciando contromelodie e accenti ai fiati. Si trattava di una tecnica studiata dall'arrangiatore storico di Dorsey, Sy Oliver, già trombettista storico dell'orchestra di Jimmie Lunceford, che aveva compreso come creare, con questo sistema, un suono raffinato ed eccitante.
Nelson Riddle impose, soprattutto con Sinatra, una strutturazione precisa della canzone attraverso l'arrangiamento. Egli stesso dichiara di aver desunto l'idea dal Bolero di Ravel, che è costituito dalla ripetizione di un tema attraverso un lungo crescendo. Nei suoi arrangiamenti per voce, la prima parte della canzone è di solito accompagnata da insistenti contromelodie dei fiati in piano o mezzo piano, con cantante che "espone il tema", canta cioè distesamente. Segue un intermezzo ritmico che crea il crescendo, e infine l'orchestra espone il tema della canzone, talvolta anche con un solo. La seconda parte invece si scatena, lasciando al cantante la possibilità di esprimere tutte le proprie capacità vocali gareggiando con gli strumenti. Di solito la chiusura è in diminuendo, anche se non sempre.
Sono tutte le qualità che si possono trovare nelle sue scritture per Sinatra: in esse Riddle dà il meglio di sé. Non si ripete mai, raramente ripropone le stesse formule. Trova invece sempre soluzioni originali e nuove, mostrando addirittura una crescente evoluzione stilistica nel corso del tempo. Non a caso, la loro collaborazione è il sinonimo stesso dello stile di Sinatra negli anni della Capitol. Su loro due, Miles Davis nel 1958 disse: 
Il 9 dicembre 1953 Riddle e Sinatra registrarono un motivo di Johnny Richards e Carolyn Leigh, Young At Heart, uno dei pochi che, nelle parole di Sinatra, era «entrato dal di sopra dell’architrave»8. Questa brillante ballata figurò nella classifica dei singoli di «Billboard», il 13 febbraio del 1954, al secondo posto, e vi rimase per cinque mesi, riportando di nuovo Sinatra al rango di cantante più popolare. Ma dalla sua collaborazione con Nelson Riddle nacque qualcosa di ben più importante: un sound nuovo, pieno di swing che continuerà con i successivi arrangiatori.
Sul versante strumentale anche gli album registrati dalla sua orchestra raggiunsero un discreto successo negli anni cinquanta. Sono da ricordare almeno C'mon get happy!, The joy of living, Love is a game of poker.
Accompagnò, con la sua orchestra, anche Oscar Peterson e il suo trio: l'album non è ancora stato pubblicato in versione CD, e porta il titolo Oscar Peterson and Nelson Riddle. È invece ancora in commercio il cd in cui accompagnò Nat King Cole al pianoforte, The piano style of Nat King Cole, e l'album The Wonderful Word Of Antonio Carlos Jobim, in cui accompagna il compositore brasiliano attraverso i suoi maggiori successi.
Riddle fu anche autore delle colonne sonore di diversi film, tra cui Lolita di Stanley Kubrick e The Great Gatsby, per cui ricevette anche il premio Oscar, e di fortunati temi musicali per serie televisive americane, tra cui spiccano Route 66, Batman, The Untouchables, raccolte negli album Capitol Route 66 and Other TV Themes e More Hit TV Themes, la serie televisiva "Project UFO" del 1978 dedicata agli avvistamenti di dischi volanti indagati dal Project Blue Book dell'Aeronautica Militare Statunitense.
Il picco della sua popolarità durò fino alla metà degli anni sessanta, quando l'avanzare improvviso della musica rock decretò finita l'età dello swing e delle grandi orchestre, e della musica organizzata. Il suo ritorno si ebbe negli anni ottanta quando la rock star Linda Ronstadt gli chiese di incidere un album di standards americani: la loro collaborazione da uno si spinse a tre album che, inaspettatamente, ebbero un grandissimo successo.
La fortuna gli arrise di nuovo più tardi, quando aveva appena riallacciato i contatti con Frank Sinatra, con cui Riddle non trattava da metà degli anni settanta, offeso perché Sinatra era mancato ad un evento in suo onore dopo che più volte era stato spostato per permettere a The Voice di essere presente. Riddle aveva anche rifiutato di partecipare a Trilogy: Past Present Future, l'album con cui Sinatra, nel 1980, aveva cercato di fare il punto della propria carriera. Nel 1985 i due si erano incontrati di nuovo perché Sinatra aveva bisogno di un direttore per il concerto dell'insediamento di Ronald Reagan alla Casa Bianca. Riappacificati e contenti di lavorare di nuovo assieme, i due avevano progettato l'incisione di un album in tre parti con una serie di standards che Sinatra non aveva mai inciso precedentemente. Riddle aveva già cominciato a lavorare agli arrangiamenti, quando per un aggravarsi della cirrosi epatica di cui soffriva morì il 20 ottobre di quell'anno al Cedar-Sinai Medical Center di Los Angeles.
L'orchestra di Nelson Riddle, la "Nelson Riddle Orchestra", continua a svolgere la propria attività, diretta dal figlio di Nelson, Christopher Riddle, anch'egli suonatore di trombone basso e allievo di George Roberts.
Peter Levinson ha raccontato la vita di Riddle nel volume September in the rain. The life of Nelson Riddle, Taylor Publishing, New York 2005.
Nelson Riddle ha lasciato una valida e insostituibile testimonianza del suo lavoro di arrangiatore e musicista nel manuale Arranged by Nelson Riddle, Warner Bros. Publ., Burbank 1985.

## Discografia parziale

### Album
- 1956 "Lisbon Antigua"
- 1956 "The Tender Touch"
- 1957 "Hey... Let Yourself Go!"
- 1958 "C'mon, Get Happy!"
- 1958 "Sea Of Dreams"
- 1958 "Cross Country Suite", per il clarinettista bop Buddy De Franco.
- 1958 "Witchcraft!"
- 1959 "The Joy Of Leaving"
- 1959 "Sing a Song With Riddle"
- 1961 "Love Tide"
- 1962 "Love Is A Game Of Poker"
- 1964 "Oscar Peterson and Nelson Riddle"
- 1964 "Hits of 1964"
- 1966 "The Games That Lover Plays"
- 1966 "Nat: An Orchestral Portrait"
- 1967 "Music For Wiwes and Lovers"
- 1967 "The Bright And The Beautiful"
- 1968 "The Riddle Of Today"
- 1968 "The Contemporary Sound Of Nelson Riddle"
- 1969 "British Columbia Suite"
- 1970 "The Look Of Love"
- 1970 "Nelson Riddle Conducts The 101 Strings"
- 1970 "The Sound Of Magnificence"
- 1972 "Changin' Colors"
- 1972 "Communication"
- 1973 "Vive Legrand!"
- 1975 "That's Entertainment!"
- 1981 "Top Hat" with Jehudi Mehunin and Stephane Grappelli
- 1983 "Romance Fire And Fancy"
- 1984 "Blue Skies"
- 2006 "Hey Diddle Riddle!"

### Singoli
1. Martin Kane Theme
2. Make Believe Your In Love With Me
3. Moonglow
4. Drive In
5. You Won't Forget Me
6. The Deep Blue Sea
7. Brother John
8. Shadow Waltz
9. In The Chapel, In The Moonlight
10. Vilia
11. I Can't Believe You're In Love With Me
12. Vera Cruz
13. Never Never Land
14. Pendulum Song
15. Run For Cover
16. Take It Or Leave It (Yvonne De Carlo vocal)
17. Three Little Stars
18. All Or Nothin'
19. Poor Jud Is Daid Lisbon Antigua
20. Lisbon Antigua - prima posizione nella classifica statunitense per 4 settimane e sesta posizione nei Paesi Bassi nel 1956
21. Robin Hood
22. Port Au Prince
23. Midnight Blues
24. Proud Ones Theme
25. The Love Of Genevieve
26. Farmer's Tango
27. Could You
28. Accordion Willy
29. Holiday In Naples
30. Matinee
31. New Girl In Town Theme
32. Rue Madeleine
33. Tangi Tahiti
34. In A Small Forgotten Town
35. Blame It On Paree Till There Was You
36. Pal Joey Theme
37. I'm Getting Sentimental Over You
38. The Girl Most Likely
39. St Louis Blues
40. Seventh Voyage Of Sinbad
41. Siesta In Saville
42. Kings Go Forth
43. Volare
44. Walkin'
45. Birds Of Paradise
46. Somethin' Special
47. Blue Safari
48. De Guello Ting-A-Lay-O, colonna sonora di Rio Bravo (film) - prima posizione nella classifica italiana per 2 settimane nel 1959
49. Markham Theme
50. Autumn In Rio
51. The Green Leaves Of Summer
52. Little Old New York
53. Come A Wanderin' With Me
54. Naked City
55. Defenders Stoney Burke Theme
56. Ballad Of Jed Clampett
57. My True Carrie
58. Hello Dolly
59. Fiddler On The Roof
60. Gabrielle
61. John F Kennedy March
62. Big Mr C
63. Melancholie
64. Me And My Shadow
65. Marriage On The Rocks
66. Skyscraper
67. Freddies New Slacks
68. Don't Drink The Water
69. On A Little Street In Singapore
70. Where Were You When I Needed You
71. Come Blow Your Horn
72. Connies Theme
73. Dance Ballerina Dance
74. Mona Lisa
75. It's A Mad, Mad, Mad, Mad World
76. My Special Dream
77. Turn The Lights Down Low
78. Come To Me
79. Without Your Love
80. Riddle Song
81. With Open Arms
82. What'll I Do
83. Thoroughly Modern Millie
84. See The Cheetah
85. March Of The Swiss Children
86. Walking The Dog
87. What A Way To Go
88. Happy Houseboat
89. Nelsons Riddler

### Arrangiamenti
"I've Got You Under My Skin" (per Frank Sinatra), risalente al 12 gennaio 1956, rimane uno dei tanti vertici dell'attività di Riddle, il cui arrangiamento è divenuto sinonimo stesso della canzone
"Summer Wind" (per Frank Sinatra)
"What Is This Thing Called Love?" (per Frank Sinatra)
"In The Wee Small Hours Of The Morning" (per Frank Sinatra)
"Nice 'N' Easy" (per Frank Sinatra)
"How little We Know" (per Frank Sinatra)
"All The Way" (per Frank Sinatra)
"Learnin' The Blues" (per Frank Sinatra)
"My Kind Of Town" (per Frank Sinatra)
"One For My Baby (And One More For The Road)" (per Frank Sinatra)
"The Lady Is a Tramp" (per Frank Sinatra)
"Mona Lisa" (per Nat King Cole)
"Night and Day" (per Frank Sinatra)
"Ain't That a Kick in the Head" (per Dean Martin)
"Zing Went the Strings on My Heart" (per Judy Garland)
"Unforgettable" (per Nat King Cole)
"What's New" (per Frank Sinatra e poi Linda Ronstadt)
"Witchcraft" (per Frank Sinatra)

### Arrangiamenti per Sinatra
Album Capitol
- 1953 Songs For Young Lovers
- 1954 Swing Easy!
- 1955 In the Wee Small Hours Of The Morning, contiene i famosi arrangiamenti della canzone del titolo, e di "What Is This Thing Called Love" di Cole Porter
- 1956 Songs For Swingin' Lovers, a tutt'oggi l'album preferito dei fan di Sinatra e ancora primo nelle vendite, contiene la famosa I've got you under my skin. Assieme a lei "You Make Me Feel So Young", "Too Marvelous For Words", "Love Is Here to Stay", "Makin' Whoopee" ecc.
- 1957 Close to You, Riddle arrangiò per Sinatra questo album utilizzando un quartetto d'archi, l'Hollywood String Quartet
- 1957 A Swingin' Affair!, il secondo album che annovera la versione swing di "Night And Day" (Cole Porter), e altri standardi di eccellente qualità tra cui "The Lady Is a Tramp" (Richard Rodgers-Lorenz Hart), "I Got Plenty of Nuttin'" (George Gershwin-Ira Gershwin), "Nice Work If You Can Get It" (George Gershwin-Ira Gershwin), "From This Moment On" (Cole Porter), "At Long Last Love" (Cole Porter)
- 1958 Sinatra Sings For Only The Lonely, il prodotto migliore del duo Sinatra-Riddle, con arrangiamenti che prediligono un'orchestra con suoni di stampo classico-impressionista. Sono tutte canzoni famosissime. Si segnalano: "Only The Lonely" (Sammy Cahn-James Van Heusen), "What's New?", "Angel Eyes", "Ebb Tide", "Blues In The Night" (Harold Arlen-Johnny Mercer), "One for my baby" (Harold Arlen-Johnny Mercer)
- 1960 Nice'n'Easy. Ogni canzone contiene un solo strumentale. Da notare il solo di trombone basso, ad opera di George Roberts, in "How Deep Is The Ocean".
- 1961 Sinatra’s Swingin’ Session!!!. Sinatra incise con Riddle una serie di canzoni che aveva già cantato nell'album "Sing And Dance With Frank Sinatra", uscito per la Columbia Records nel 1950. Sono tutti standard, tra cui "When You're Smiling", "It's Only a Paper Moon", "I Concentrate On You" (Cole Porter), "You Do Something To Me" (Cole Porter), a cui Sinatra aggiunse due versioni di ottima qualità di "Blue Moon" (Richard Rodgers-Lorenz Hart) e di "September In The Rain".

Album Reprise Records
- 1963 The Concert Sinatra. È il limite della potenza canora di Sinatra. In questo disco il cantante raggiunge il limite delle capacità della propria voce, così come la scrittura sinfonica di Riddle è al suo massimo. Le canzoni sono tutte di altissimo profilo. Si distinguono le interpretazioni di "Bewitched" (Richard Rodgers-Lorenz Hart) e di "Ol' Man River" (Jerome Kern-Oscar Hammerstein II)
- 1963 Sinatra's Sinatra: una serie di re-incisioni dei successi della Capitol, qualche volta di qualità inferiore rispetto agli originali. Tra le altre canzoni, "I've Got You Under My Skin", "In The Wee Small Hours", "All the way", "How little we know", "Pocketful of Miracles", "The Second Time Around"
- 1964 Sinatra Sings...Academy Award Winners. Quell'anno Sinatra presentò la cerimonia di assegnazione degli Oscar e incise un disco con le canzoni più famose lanciate dai film. Tra le incisioni migliori: "The Days Of Wine And Roses" (Henry Mancini-Johnny Mercer), "The Way You Look Tonight" (Jerome Kern-Dorothy Fields), "In The Cool, Cool of The Evening", "Moon River" (Henry Mancini-Johnny Mercer), "All The Way" e "Swingin' On a Star". Tra gli arrangiamenti più freschi e godibili di Riddle.
- 1966 Moonlight Sinatra. Raccoglie canzoni legate al tema della luna. È un ottimo album, molto intenso.
- 1966 Strangers in the Night. La canzone che dà il titolo all'album è arrangiata da Ernie Freeman, ma il resto è opera di Riddle, che con Sinatra in ottima forma produce un album di altissima qualità con canzoni come "Summer Wind", una rivisitazione irresistibilmente swing di "All Or Nothing At All", e successi attuali come "Downtown".

### Arrangiamenti per Ella Fitzgerald
Verve Records album
- 1959 Ella Fitzgerald Sings the George and Ira Gershwin Songbook
- 1962 Ella Swings Gently with Nelson
- 1962 Ella Swings Brightly with Nelson
- Ella Fitzgerald Sings the Jerome Kern Songbook
- 1964 Ella Fitzgerald Sings the Johnny Mercer Songbook

Pablo Records albums
- 1982 The Best Is Yet to Come

### Arrangiamenti per altri cantanti
Nat King Cole - Unforgettable (Capitol Records, 1954)
Nat King Cole - Nat King Cole Sings For Two in Love (Capitol Records, 1954)
Nat King Cole - The Piano Style Of Nat King Cole (Capitol Records, 1955)
Nat King Cole - Ballads of The Day (Capitol Records, 1956)
Nat King Cole - This is Nat King Cole (Capitol Records, 1957)
Nat King Cole - St. Louis Blues (Capitol Records, 1958)
Nat King Cole - Wild Is Love (Capitol Records, 1960)
Johnny Matis - I'll Buy You A Star (Columbia Records, 1962)
Danny Williams - Swingin' For You (HMW Records, 1962)
Dean Martin - This Time I'm Swingin' (Capitol Records, 1960)
Dean Martin - Cha Cha De Amor (Capitol Records, 1962)
Bing Crosby - Return To Paradise Island (Reprise Records, 1964)
Sue Raney - When Your Lover Has Gone (Capitol Records, 1958)
Dinah Shore - Dinah, yes, Indeed (Capitol Records, 1959)
Phil Silvers - Phil Silvers' Swingin' Brass (Capitol Records, 1956)
Shirley Bassey - Shirley Bassey Sings the Hit Song from Oliver! (United Artists Records, 1963)
Antônio Carlos Jobim - The Wonderful Word Of Antonio Carlos Jobim (..., 1965)
Frank Sinatra, Jr. - Spice (DayBreak Records, 1971)
Keely Smith - Swingin' Pretty (Capitol Records, 1959)
Judy Garland - Judy (Capitol Records, 1955)
Judy Garland - Judy In Love (Capitol Records, 1958)
Peggy Lee - The Man I Love (Capitol Records, 1957)
Peggy Lee, Jump For Joy (Capitol Records, 1959)
Rosemary Clooney - Rosie Solves The Swingin' Riddle (RCA, 1960)
Rosemary Clooney - Love (Reprise Records, 1963)
Linda Ronstadt - What's new? (Asylum Records, 1984)
Linda Ronstadt - Lush Life (Asylum Records, 1984)
Linda Ronstadt - For Sentimental Reasons (Asylum Records, 1984)